# (2271) Kiso
(2271) Kiso (1976 UV5) – planetoida z pasa głównego asteroid okrążająca Słońce w ciągu 4,59 lat w średniej odległości 2,76 au. Odkryta 22 października 1976 roku.